# Де Котер, Колин
Колин де Котер (нидерл. Colijn de Coter, 1450/1455 — 1538/1539, Брюссель) — нидерландский живописец эпохи Северного Возрождения.

## Биография
О жизни Колина де Котера известно чрезвычайно мало. Документ брюссельского архива, датированный 1479 годом, упоминает его как художника, супруга и нанимателя жилья, что позволяет предположить дату его рождения около 1455 года. В документе 1483 года он упоминается как член антверпенской гильдии Святого Луки, объединявшей художников.

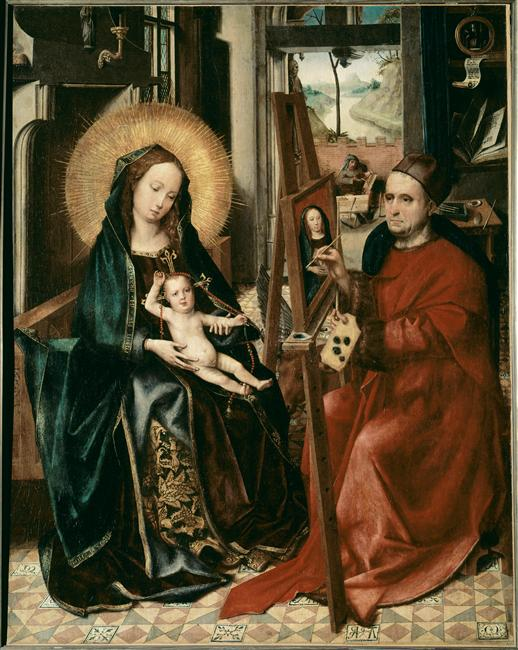
Святой Лука, рисующий Мадонну. Холст, масло. 130 × 105 см. Церковь Богоматери во Вьёре, Франция

Сохранились контракты на две утраченных работы художника. В 1493 гильдия Святого Луки в Антверпене поручила ему расписать своды своей капеллы в церкви Пресвятой Богородицы. В этом документе художник упоминается как «Колин из Брюсселя» (нидерл. Colyn van Brusele). Другой контракт касается его работы в 1509—1511 годах в Брюсселе для братства Святого Элигия.

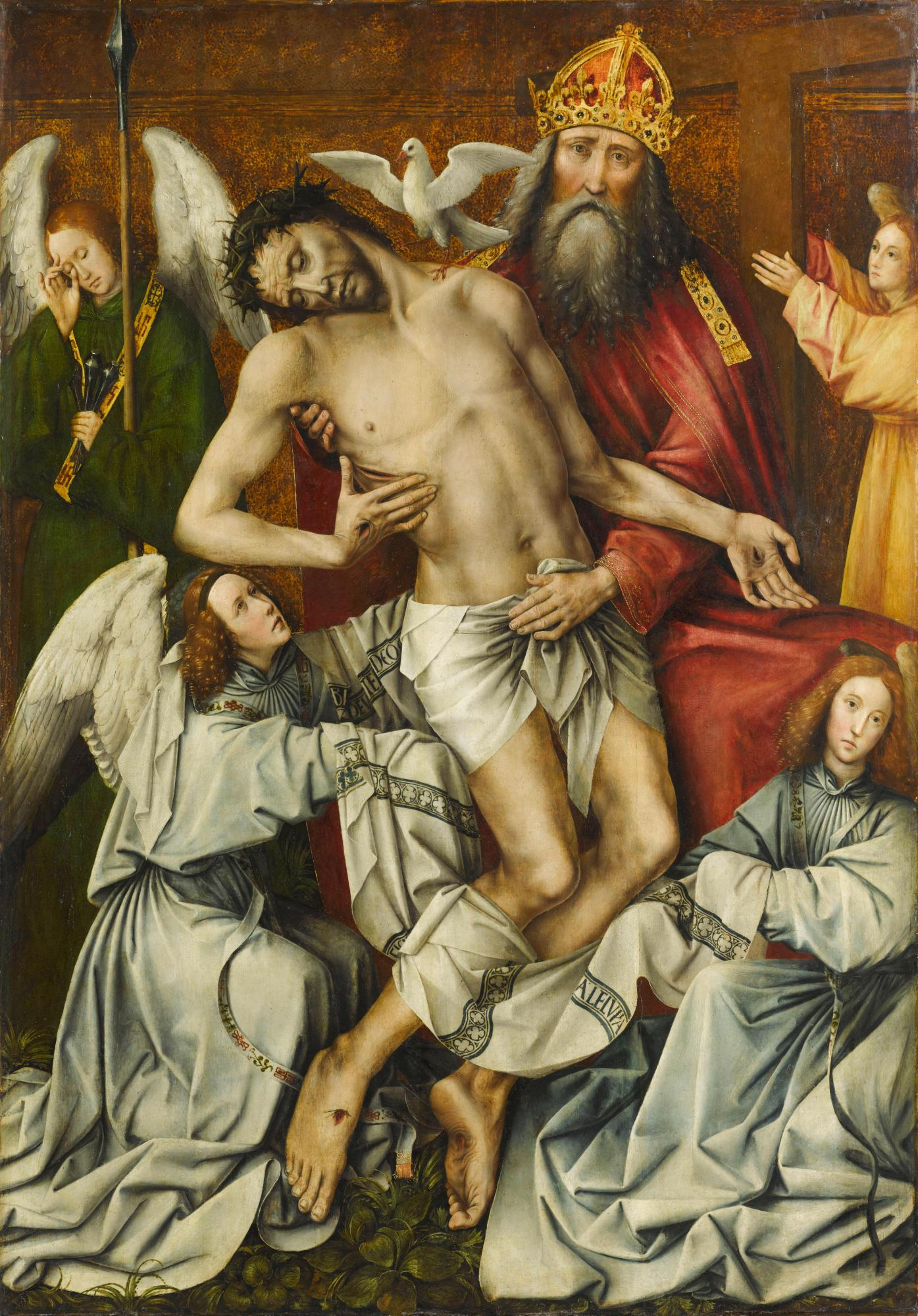
Престол Благодати (Центральная часть алтаря Троицы). Дерево, масло. 167 × 133 см. Лувр

Сохранились три подписанные картины: Святой Лука, рисующий Деву Марию (приходская церковь Вьёра, Франция), алтарь Троицы (Париж, Лувр) и Дева Мария, коронуемая ангелами (Дюссельдорф, частное собрание). Эти работы позволяют атрибутировать другие произведения художника, проследить эволюцию его стиля и установить период его творческой активности (приблизительно 1480—1525).
Предполагается, что Колин де Котер возглавлял мастерскую с большим количеством учеников. Около 1500 года его работы пользовались большим спросом, он получал множество заказов из разных регионов. Последняя документальная фиксация его имени относится к 1538—1539 годам в документах брюссельского братства Святого Элигия, что считается приблизительной датой его смерти.
В начале карьеры Колин де Котер находился под влиянием Рогира ван дер Вейдена и Мастера из Флемаля. В дальнейшем он обрёл индивидуальный стиль, для которого были характерны монументальность композиции, плотно наполняемой фигурами, создающей впечатление боязни пустоты. Художник использовал усиленные светотеневые эффекты, благодаря которым достигалась объёмность форм и скульптурность драпировок. Верный сложившимся традициям величественного религиозного стиля, он, возможно, намеренно подчёркивал архаические элементы.

## Галерея

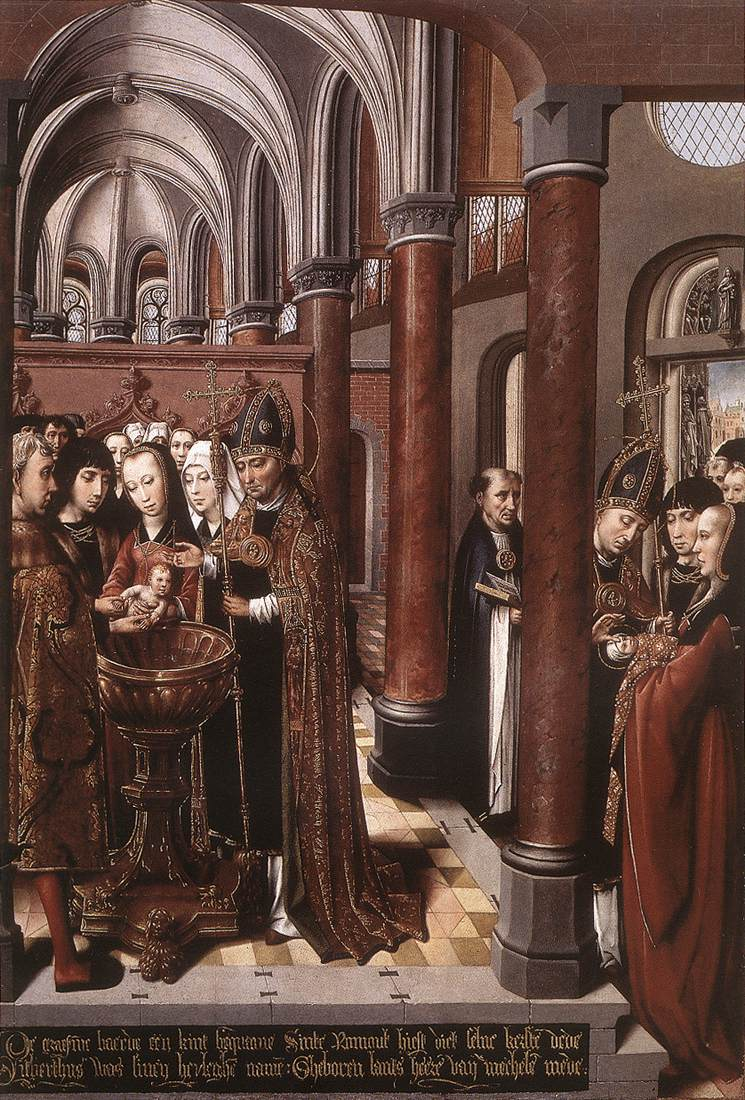
Крещение святого Либерта.Дерево, масло. 140×70 см. Собор Святого Румбольда, Мехелен, Бельгия[7].
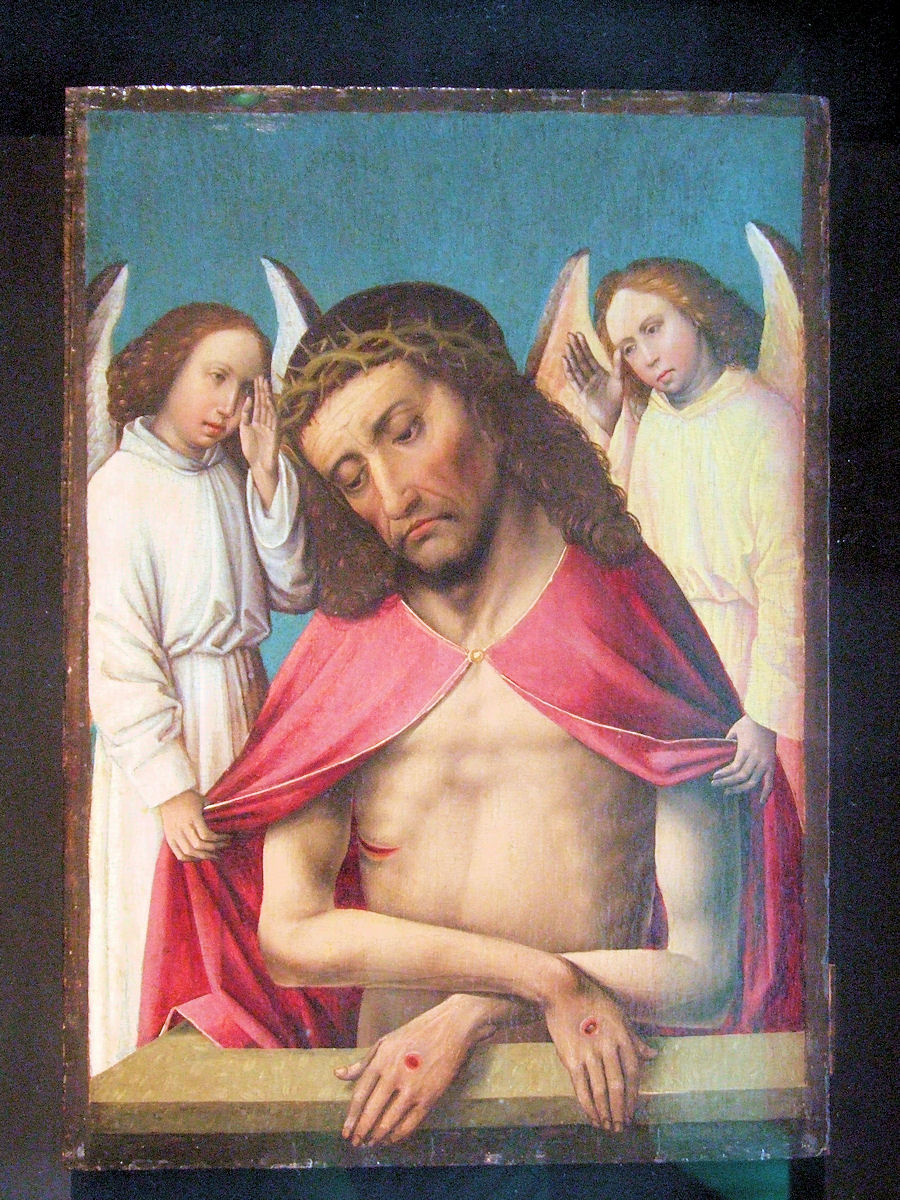
Муж скорбей. Дерево, масло. 35×25 см. Муниципальный музей, Бурк-ан-Брес, Франция[8].
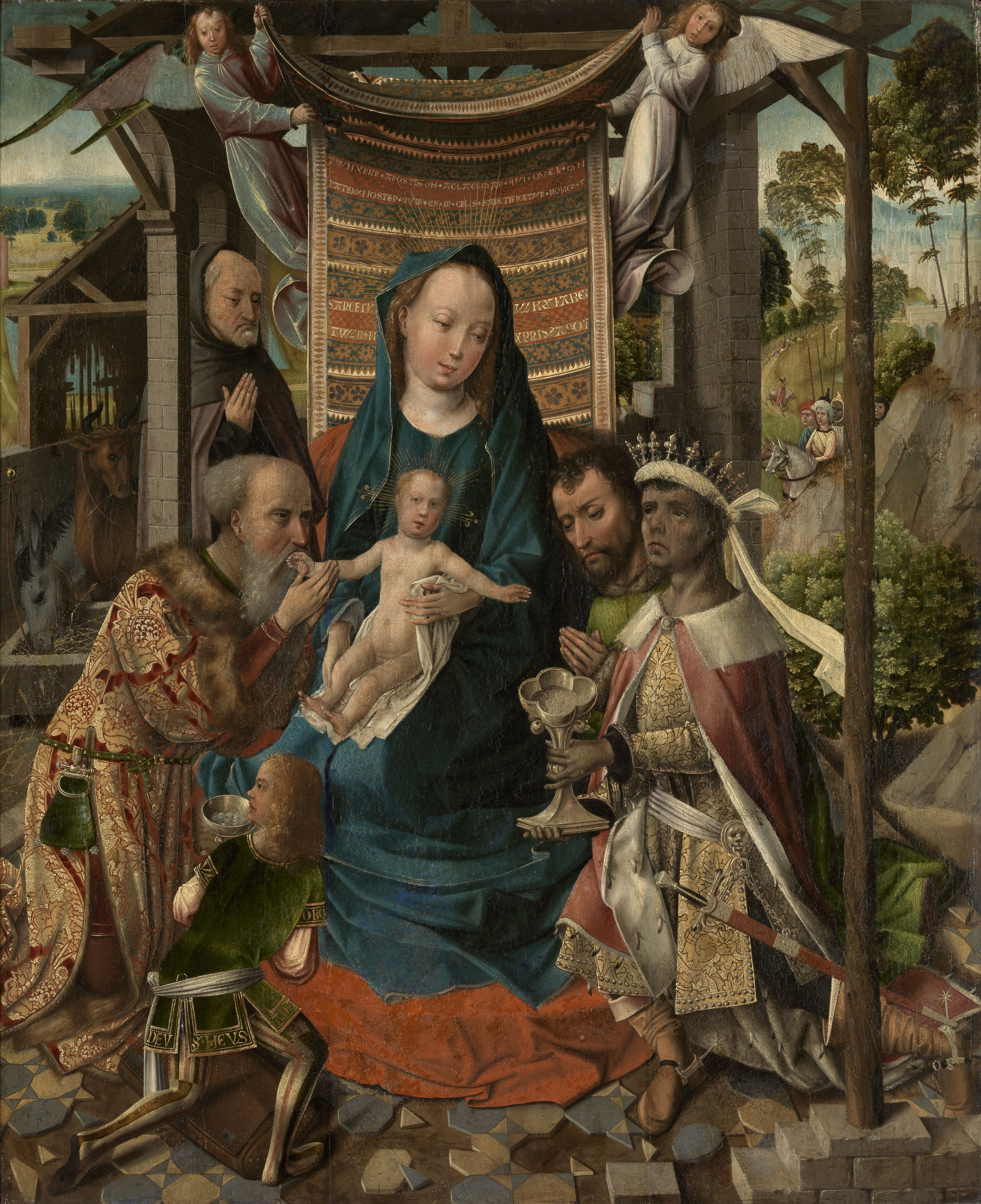
Поклонение волхвов. Дерево, масло. 88×72 см. Музей изящных искусств, Гент[9].
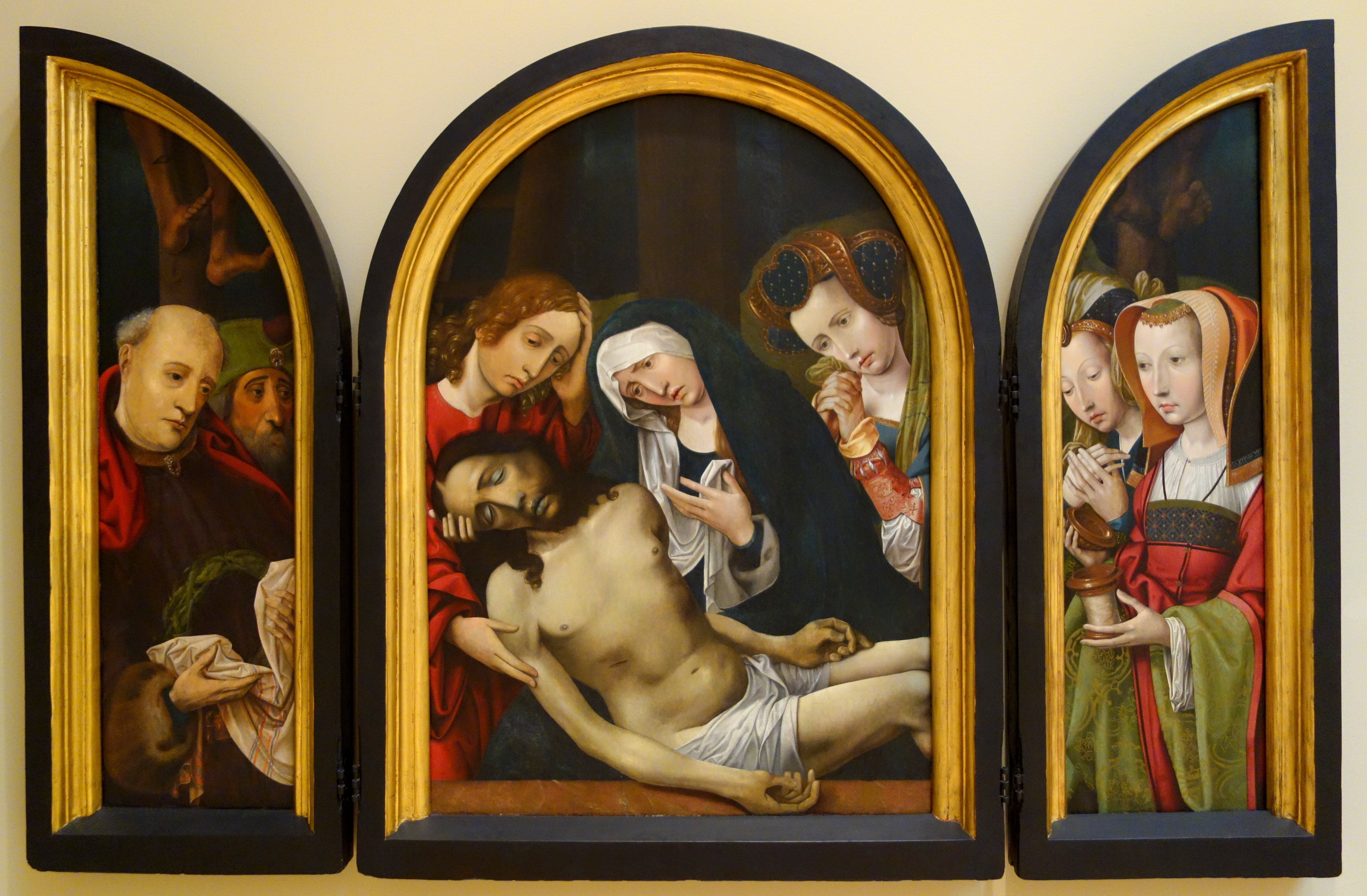
Оплакивание Христа. Дерево, масло. 120×85 см (центральная панель), 120×40 см (створки). Художественный музей Чейзена, Мэдисон, Висконсин, США[10].
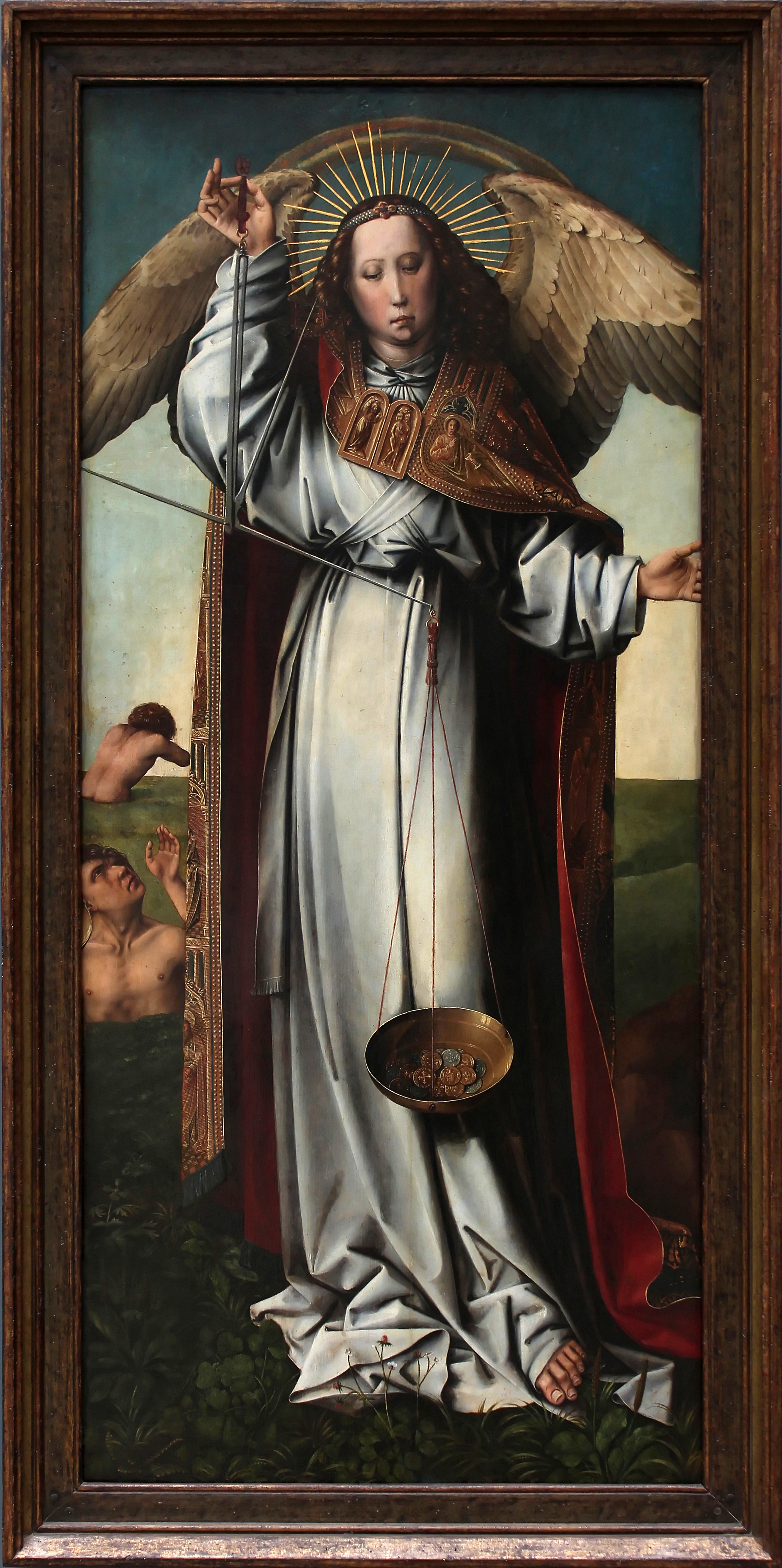
Архангел Михаил. Центральная часть полиптиха «Страшный суд» из церкви Св. Альбана, Кёльн. Дерево, масло. 147,3×65,2 см. Королевские музеи изящных искусств, Брюссель[11].
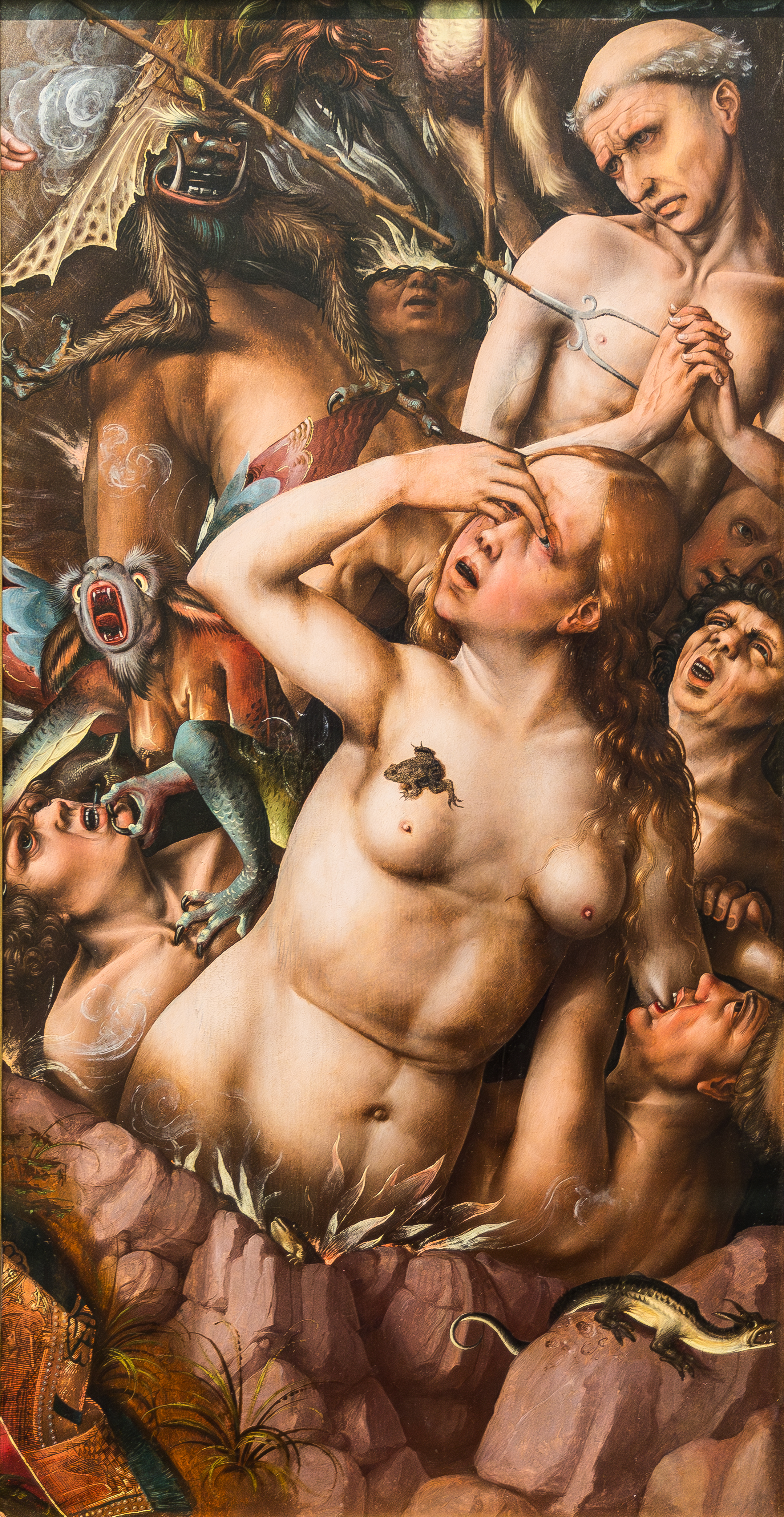
Проклятые в аду. Створка полиптиха «Страшный суд» из церкви Св. Альбана, Кёльн. Дерево, масло. 107×58 см. Музей Вальрафа-Рихарца, Кёльн[12].